# Comtat de Susquehanna
El comtat de Susquehanna és un comtat de la Commonwealth de Pennsilvània. Segons el cens del 2020 tenia 38.434 habitants La seu del comtat és a Montrose. El comtat fou creat el 21 de febrer de 1810, a partir d'una part del comtat de Luzerne  i més tard organitzat el 1812. Rep el nom del riu Susquehanna. El comtat forma part de la regió nord-est de l'estat de Pennsilvània. 

## Geografia
Segons l'Oficina del Cens el comtat té una superfície de 832 milles quadrades (2,150 km2), de les quals 823 milles quadrades (2,130 km2)  son terra ferma i 8.7 milles quadrades (23 km2)   (1,0%) son cobertes per les aigües.
El comtat té un clima continental humit d'estiu càlid (Dfb) i les temperatures mitjanes mensuals a Montrose oscil·len entre els 21,2 °F al gener fins a 67,7 °F al juliol.

### Comtats adjacents
- Comtat de Broome, estat de Nova York (nord)
- Comtat de Wayne (est)
- Comtat de Lackawanna (sud-est)
- Comtat de Wyoming (sud-oest)
- Comtat de Bradford (oest)
- Comtat de Tioga, Nova York (nord-oest)

### Entitats de població

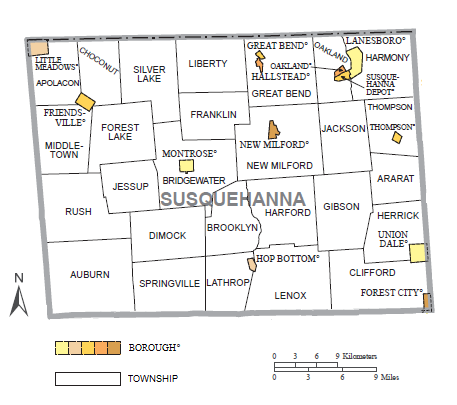
Mapa del comtat de Susquehanna amb les municipalitats acolorides

Segons la llei de Pennsilvània, hi ha quatre tipus de municipalitats incorporats: ciutats, boroughs, townships i, en dos casos com a màxim, towns. Els següents boroughs i townships són al comtat de Susquehanna:

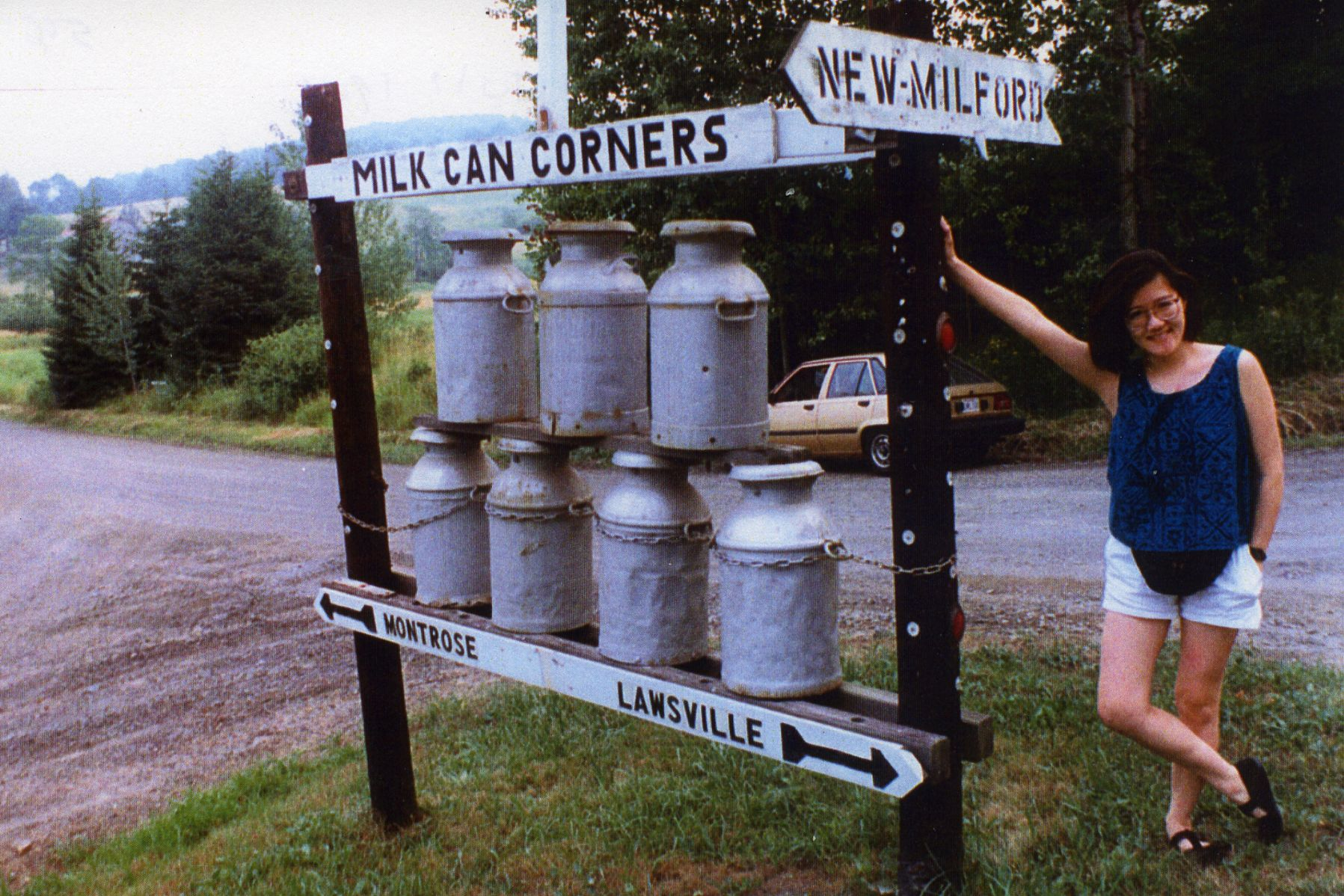
Milk Can Corners a Hallstead

Boroughs
- Forest City
- Friendsville
- Great Bend
- Hallstead
- Hop Bottom
- Lanesboro
- Little Meadows
- Montrose (seu del comtat)
- New Milford
- Oakland
- Susquehanna Depot
- Thompson
- Union Dale

Townships
- Apolacon
- Ararat
- Auburn
- Bridgewater
- Brooklyn
- Choconut
- Clifford
- Dimock
- Forest Lake
- Franklin
- Gibson
- Great Bend
- Harford
- Harmony
- Herrick
- Jackson
- Jessup
- Lathrop
- Lenox
- Liberty
- Middletown
- New Milford
- Oakland
- Rush
- Silver Lake
- Springville
- Thompson

## Demografia

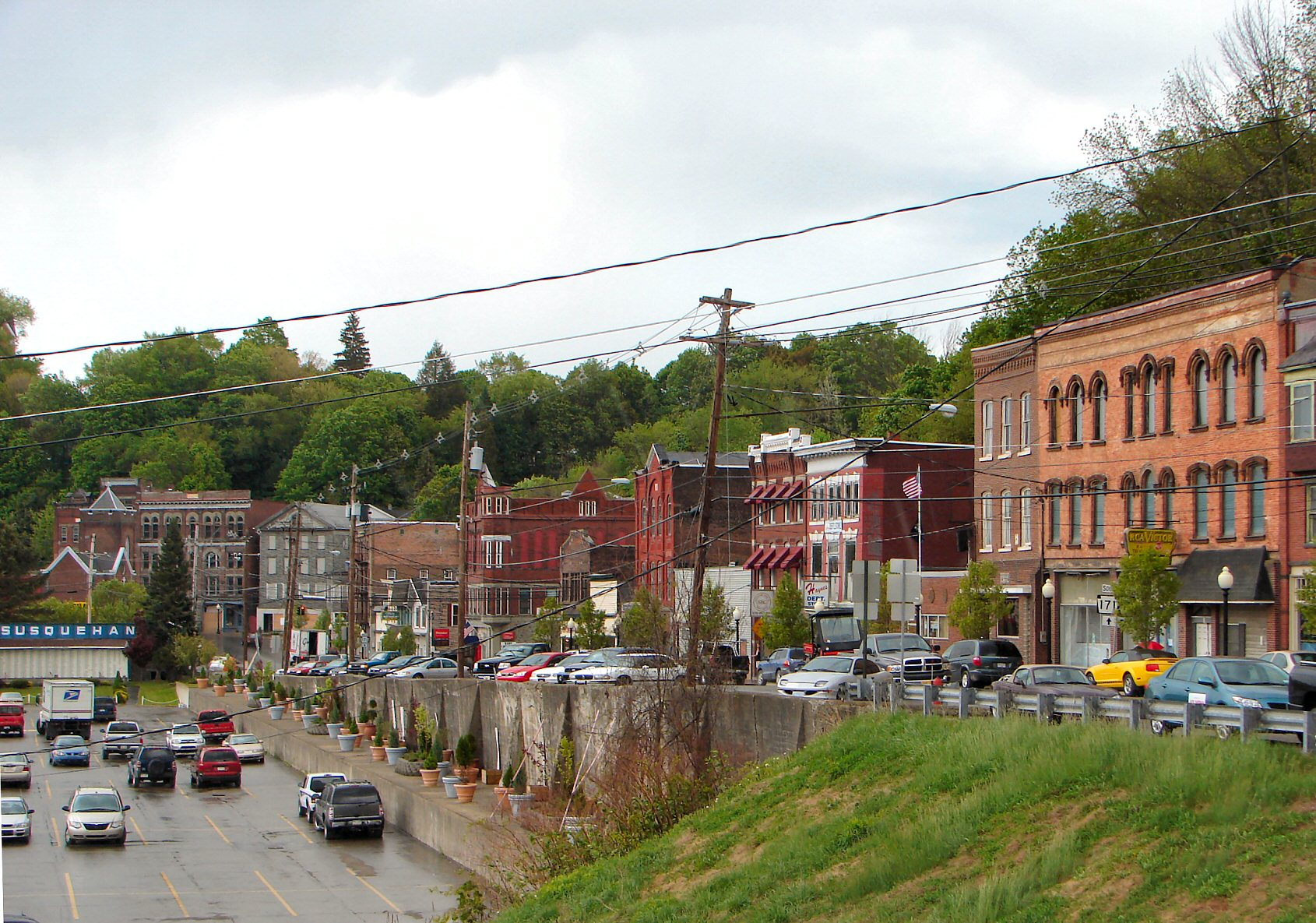
Carrer principal de Susquehanna Depot

Segons el cens del 2000 hi vivien 42.238 persones, 16.529 habitatges i 11.785 famílies, resultant-ne una densitat de 51 habitants per milla quadrada Hi havia 21.829 habitatge amb una densitat mitjana de 26 habitatges/milla quadrada. El perfil racial dels habitants del comtat era d'un 98,54% de blancs, 0,30% de negres o afroamericans, 0,15% de  nadius americans, 0,22% asiàtics, 0,01% d'illencs del Pacífic, 0,17% d'altres races i 0,60% de dues o més races. El 0,67% de la població era hispana o llatina de qualsevol raça. El 26% tenien ascendència anglesa, el 16,1% alemanya, el 15,1% irlandesa, el 8,6% italiana i el 7,7% polonesa .
Dels 16.529 habitatges en un 31,90% hi vivien nens menors de 18 anys, en un 57,70% hi vivien parelles casades, en un 8,60% dones solteres i en un 28,70% no eren famílies. En el 24,30% dels habitatges només hi viva una persona, l'11,50% de les quals eren persones de 65 anys o més. A cada habitatge hi vivien de mitjana  2,53 persones mentre que en els habitatges amb famílies aquesta mitjana ascendia a 2,99.
Per edats la població es repartia en les següents classes etàries: el 25,50% eren menors de 18 anys, un 6,70% entre 18 i 24, un 27,10% entre 25 i 44, un 25,20% entre 45 i 60 i un 15,50% 65 anys o més. La mitjana d'edat era de 40 anys. Per cada 100 dones hi havia 98,90 homes. Per cada 100 dones de 18 o més anys hi havia 95,80 homes.

### Cens del 2020
| Raça                     | Núm.   | Perc.  |
| ------------------------ | ------ | ------ |
| Blanc (NH)               | 35.799 | 93,14% |
| Negre o afroamericà (NH) | 138    | 0,36%  |
| Nadiu americà (NH)       | 59     | 0,15%  |
| asiàtic (NH)             | 135    | 0,35%  |
| Illenc del Pacífic (NH)  | 0      | 0%     |
| Altres/Mixt (NH)         | 1.456  | 3,8%   |
| hispà o llatí            | 847    | 2,2%   |

### Rànquing de població
La classificació de població de la taula següent es basa en el cens de 2010 del comtat de Susquehanna.
| Posició | Topònim           | Tipus municipal | Població (cens del 2010) |
| ------- | ----------------- | --------------- | ------------------------ |
| 1       | Bridgewater       | Township        | 2.844                    |
| 2       | Clifford          | Township        | 2.408                    |
| 3       | New Milford       | Township        | 2.042                    |
| 4       | Great Bend        | Township        | 1.949                    |
| 5       | Auburn            | Township        | 1.939                    |
| 6       | Lenox             | Township        | 1.934                    |
| 7       | Forest City       | Borough         | 1.911                    |
| 8       | Silver Lake       | Township        | 1.716                    |
| 9       | Susquehanna Depot | Borough         | 1.643                    |
| 10      | Springville       | Township        | 1.641                    |
| 11      | † Montrose        | Borough         | 1.617                    |
| 12      | Dimock            | Township        | 1.497                    |
| 13      | Harford           | Township        | 1.430                    |
| 14      | Hallstead         | Borough         | 1.303                    |
| 15      | Liberty           | Township        | 1.292                    |
| 16      | Rush              | Township        | 1.267                    |
| 17      | Gibson            | Township        | 1.221                    |
| 18      | Forest Lake       | Township        | 1.193                    |
| 19      | Brooklyn          | Township        | 963                      |
| 20      | Franklin          | Township        | 937                      |
| 21      | New Milford       | Borough         | 868                      |
| 22      | Jackson           | Township        | 848                      |
| 23      | Lathrop           | Township        | 841                      |
| 24      | Great Bend        | Borough         | 734                      |
| 25      | Choconut          | Township        | 713                      |
| 26      | Herrick           | Township        | 713                      |
| 27      | Oakland           | Borough         | 616                      |
| 28      | Oakland           | Township        | 564                      |
| 29      | Ararat            | Township        | 563                      |
| 30      | Jessup            | Township        | 536                      |
| 31      | Harmony           | Township        | 528                      |
| 32      | Lanesboro         | Borough         | 506                      |
| 33      | Apolacon          | Township        | 500                      |
| 34      | Thompson          | Township        | 410                      |
| 35      | Middletown        | Township        | 382                      |
| 36      | Hop Bottom        | Borough         | 337                      |
| 37      | Thompson          | Borough         | 299                      |
| 38      | Little Meadows    | Borough         | 273                      |
| 39      | Union Dale        | Borough         | 267                      |
| 40      | Friendsville      | Borough         | 111                      |

## Política i govern
Al 9 de gener de 2023, hi ha 27.049 votants registrats al comtat de Susquehanna.
- Republicans : 16.538 (61,1%)
- Democràtica : 6.856 (25,4%)
- Independents : 2.385 (8,8%)
- Tercer partit: 1.270 (4,7%)

Al 2016 totes les àrees del comtat estan sota jurisdicció de la Policia de l'Estat de Pennsilvània (PSP, Pennsylvania State Police) amb capacitat per a aplicar la llei, ja sigui amb departaments de policia a temps parcial o sense cap altre departament de policia.

## Treball
Entre 2014 i 2018 es realitzaren diversos informes que posicionaven entre els majors ocupadors pel que fa al nombre de treballadors les següents organitzacions:
- Districte escolar de l'àrea de Montrose
- Hospital del comtat de Barnes-Kasson
- Govern de l'estat de Pennsilvània
- Endless Mountains Health Systems
- Govern del comtat de Susquehanna
- Districte escolar de Mountain View
- C & G Construction Inc
- Districte escolar d'Elk Lake
- Districte escolar de Blue Ridge
- Govern del comtat de Susquehanna
- Districte escolar de Mountain View
- Elk Mountain Ski Resort INC
- Govern de l'estat de Pennsilvània
- Gassearch Drilling Services Corp
- Districte escolar de Blue Ridge
- Cabot Oil & Gas Corporation
- Districte escolar regional de Forest City

Segons l'Oficina d'Estadístiques Laborals dels EUA, la taxa d'atur al comtat de Susquehanna era del 6,1 % el gener de 2008. Des de llavors, ha fluctuat entre un màxim de l'11,1% i un mínim del 3,1%. Al gener de 2018 la taxa d'atur era del 5,7 per cent. Després de dècades de creixement demogràfic des de la dècada de 1950, la població del comtat de Susquehanna ha començat a disminuir, i també l'expansió de la perforació de gas natural i la infraestructura que l'acompanya. Entre el 2010 i el 2016 la població s'estima una davallada de la població del 5,8 %. A partir del 2011, hi havia 1.079 pous de gas natural actius al comtat que havien rebut, en conjunt, 795 avisos d'infraccions pel Departament de Protecció Ambiental de Pennsilvània.

## Educació

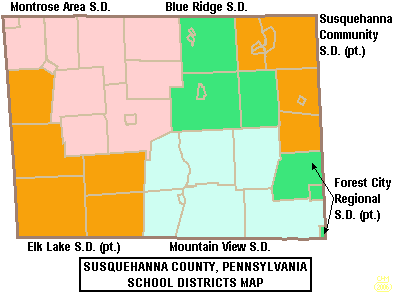
Mapa del comtat de Susquehanna, Pennsilvània, districtes escolars

Els districtes escolars públics del comtat son:
- Districte escolar de Blue Ridge (New Milford)
- Districte escolar d'Elk Lake (Dimock) (també al comtat de Wyoming)
- Districte escolar regional de Forest City (Forest City) (també als comtats de Lackawanna i Wayne)
- Districte escolar de l'àrea de Montrose (Montrose)
- Districte escolar de Mountain View (Kingsley)
- Districte escolar comunitari de Susquehanna (també al comtat de Wayne)

## Espais naturals
The Nature Conservancy gestiona dues àrees de vida salvatge protegides:
- El bosc i la reserva de vida silvestre de Woodbourne, que té una extensió de 648 acres (262 ha) zona situada al llarg de la ruta 29 al sud de Montrose.[22]
- La Florence Shelly Preserve té una extensió de 380 acres (150 ha) ubicada al llarg de la ruta 171 al township de Thompson.[23]